# Bang Bon
Bang Bon (en tailandés: บางบอน) es uno de los 50 distritos de Bangkok (Khet) Tailandia. Está rodeado, en el sentido de las agujas del reloj, por los distritos de Bang Khae, Phasi Charoen, Chom Thong, y Bang Khun Thian; y el Amphoe Mueang y el Amphoe Krathum Baen de la provincia de Samut Sakhon, y Nong Khaem de Bangkok.
Bang Bon fue un tambon del amphoe Bang Khun Thian en la provincia de Thon Buri antes de la unión de Thon Buri con Phra Nakhon en una provincia aparte. Después fue un subdistrito de Bang Khun Thian.
El 14 de octubre de 1997, Bang Bon se separó de Bang Khun Thian como un nuevo distrito administrativo, siendo el último de los de Bangkok en constituirse.